# Monterrubio de la Sierra

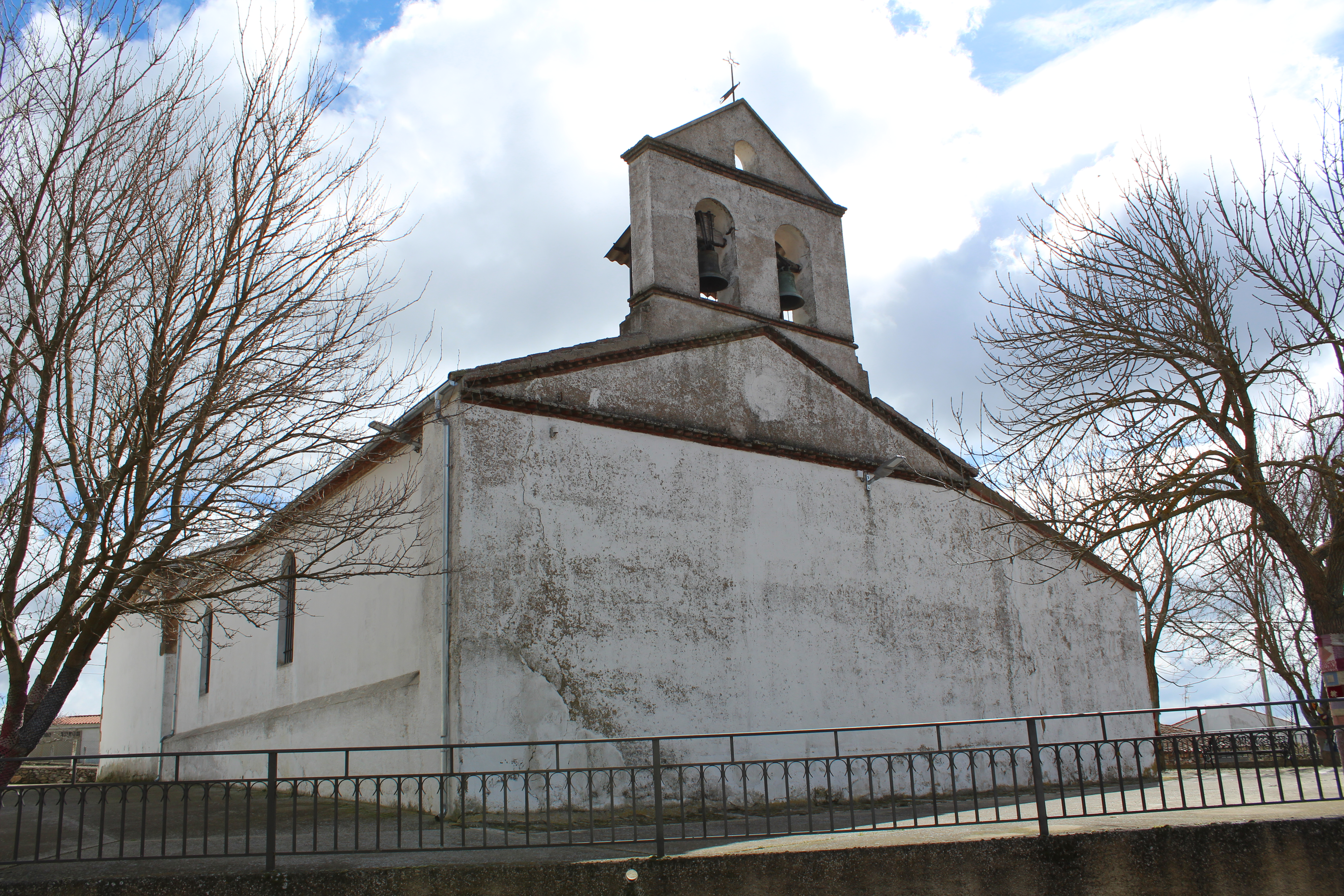
Frontal de la iglesia.

Monterrubio de la Sierra es un municipio y localidad española de la provincia de Salamanca, en la comunidad autónoma de Castilla y León. Se integra dentro de la comarca del Campo de Salamanca (Campo Charro). Pertenece al partido judicial de Salamanca.
Su término municipal está formado por las localidades de Cortos de Sacedón, Hernáncobo, La Torre Zapata, Las Lomas, Miguel Muñoz, Monterrubio de la Sierra, Segovia de Sacedón y Segovia la Chicha, ocupa una superficie total de 35,31 km² y según los datos demográficos recogidos en el padrón municipal elaborado por el INE en el año 2017, cuenta con una población de 162 habitantes.

## Historia
Su fundación se remonta a la repoblación efectuada por los reyes de León en la Edad Media, denominándose entonces Monte Ruvio, quedando integrado en época bajomedieval en el cuarto de Peña del Rey de la jurisdicción de Salamanca, dentro del Reino de León. Con la creación de las actuales provincias en 1833, Monterrubio de la Sierra quedó encuadrado en la provincia de Salamanca, dentro de la Región Leonesa.
En el siglo XIX, Monterrubio de la Sierra aparece descrito tanto en el Tomo VI del Diccionario geográfico-estadístico de España y Portugal de Sebastián Miñano (en 1826), como en el undécimo volumen del Diccionario geográfico-estadístico-histórico de España y sus posesiones de Ultramar de Pascual Madoz (1845), que recogían una población de 168 y 160 habitantes respectivamente para la localidad.

## Geografía humana

### Demografía
Cuenta con una población de 148 habitantes (INE 2024).
| Gráfica de evolución demográfica de Monterrubio de la Sierra entre 1842 y 2021                                        |
| |
| Población de derecho según los censos de población del INE. Población de hecho según los censos de población del INE. |

### Núcleos de población
El municipio se divide en varios núcleos de población, que poseían la siguiente población en 2015 según el INE.
| Núcleo de población      | Población |
| ------------------------ | --------- |
| Monterrubio de la Sierra | 167       |
| Torre Zapata             | 7         |
| Segovia de Sacedón       | 4         |
| Hernáncobo               | 2         |
| Miguel Muñoz             | 2         |
| Segovia la Chica         | 0         |
| Las Lomas                | 0         |
| Cortos de Sacedón        | 0         |

### Transportes
Atraviesa el municipio la carretera DSA-206, que une con Pedrosillo de los Aires al sur y con Buenavista hacia el norte, en la zona de las urbanizaciones de Las Canteras Hondas y Cuatro Calzadas y que permite la unión con la N-630 y la autovía Ruta de la Plata, ambas unen Gijón con Sevilla y permiten dirigirse tanto a la capital provincial y el norte del país como hacia Béjar y la zona sur peninsular. En la salida de dicha autopista está construida la glorieta y el inicio de una hipotética carretera que permitiría unir el municipio y los vecinos de forma más directa con la misma.
En cuanto al transporte público se refiere, tras el cierre de la ruta ferroviaria de la Vía de la Plata, no existen servicios de tren en ninguno de los municipios vecinos que contaban con ellos ni tampoco línea regular con servicio de autobús. Por otro lado el aeropuerto de Salamanca es el más cercano, estando a unos 42 km de distancia.

## Administración y política
| Partido político                         | 2019  | 2019  | 2019       | 2015  | 2015  | 2015       | 2011  | 2011  | 2011       | 2007  | 2007  | 2007       | 2003  | 2003  | 2003       |
| Partido político                         | %     | Votos | Concejales | %     | Votos | Concejales | %     | Votos | Concejales | %     | Votos | Concejales | %     | Votos | Concejales |
| Partido Socialista Obrero Español (PSOE) | 46,09 | 53    | 4          | 58,96 | 76    | 4          | 52,22 | 94    | 4          | 54,93 | 78    | 4          | 57,14 | 76    | 4          |
| Partido Popular (PP)                     | 27,83 | 32    | 1          | 22,39 | 30    | 1          | 14,44 | 26    | 0          | 37,32 | 53    | 1          | 40,60 | 54    | 1          |
| Izquierda Unida (IU)                     | —     | —     | —          | —     | —     | —          | 22,22 | 40    | 1          | —     | —     | —          | —     | —     | —          |